# Адријана Делић
Адријана Делић (рођена 21. фебруар 1996) је српска фудбалерка која игра на позицији нападача и наступила је за женску фудбалску репрезентацију Србије.

## Каријера
Адријана Делић је ограничена на репрезентацију Србије, и појављује се за тим током ФИФА квалификације за светски куп за жене (2019).